# Babine (rivière)
Pour les articles homonymes, voir Babine.

La Babine (en anglais Babine River) est une rivière qui coule dans l'Intérieur de la Colombie-Britannique au Canada. C'est un exutoire du lac Babine et un des principaux affluents de la Skeena.

## Parcours
La Babine prend naissance à l'extrémité nord du lac Babine, elle continue sa course vers le nord avant de bifurquer vers l'ouest à mi-parcours, pour rejoindre la Skeena.